# Разъезд 359 км
Разъезд 359 км — упразднённый разъезд в Карагандинской области Казахстана. Находился в подчинении городской администрации Жезказгана. Входил в состав Кенгирского сельского округа. Код КАТО — 351839805. Ликвидирован в 2010 г.

## История
Населённый пункт появился при строительстве железной дороги. В селении жили семьи тех, кто обслуживал железнодорожную инфраструктуру разъезда.

## Население
В 1999 году население разъезда составляло 4 человека (3 мужчины и 1 женщина). По данным переписи 2009 года, в разъезде проживали 4 человека (2 мужчины и 2 женщины).

## Инфраструктура
Путевое хозяйство.

## Транспорт
Автомобильный и железнодорожный транспорт. В пешей доступности автодорога А-17